# 690 Wratislavia
690 Wratislavia è un asteroide della fascia principale del diametro medio di circa 134,65 km. Scoperto nel 1909, presenta un'orbita caratterizzata da un semiasse maggiore pari a 3,1399575 UA e da un'eccentricità di 0,1851395, inclinata di 11,28270° rispetto all'eclittica.
Il suo nome è un omaggio alla città di Breslavia, in Polonia, di cui Wratislavia è il nome latino.